# Billy Kidman
Peter Jacob Gruner (Allentown (Pennsylvania), 11 mei 1974), beter bekend als Billy Kidman, is een Amerikaans professioneel worstelaar die actief was in de World Championship Wrestling (WCW) en World Wrestling Federation / World Wrestling Entertainment (WWF/WWE).

## In het worstelen
- Finishers
  - BK Bomb
  - Kid Krusher
  - Shooting star press (WWF/E) / Seven Year Itch (WCW)

- Signature moves
  - Dropkick
  - Fireman's carry neckbreaker
  - Frankensteiner
  - Kid Factor
  - Moonsault
  - Springboard bulldog
  - Springboard leg drop

- Managers
  - Raven
  - Dawn Marie
  - Torrie Wilson
  - Lacey Von Erich

## Prestaties
- East Coast Wrestling Association
  - ECWA Tag Team Championship (1 keer met Ace Darling)
  - ECWA Hall of Fame (Class of 2004)

- Revolution Xtreme Wrestling
  - RXW World Heavyweight Championship (1 keer)

- Trans–World Wrestling Federation
  - TWWF Cruiserweight Championship (1 keer)

- United States Wrestling Association
  - USWA World Tag Team Championship (1 keer met Ace Darling)

- World Championship Wrestling
  - WCW Cruiserweight Championship (3 keer)
  - WCW Cruiserweight Tag Team Championship (1 keer met Rey Misterio Jr.)
  - WCW World Tag Team Championship (2 keer; 1x met Rey Misterio en 1x met Konnan)

- World Series Wrestling
  - WSW World Heavyweight Championship (1 keer)

- World Wrestling Federation / World Wrestling Entertainment
  - WWE Tag Team Championship (1 keer met Paul London)
  - WWF/WWE Cruiserweight Championship (4 keer)